# Plesiomorfia

Cladograma que mostra la terminologia utilitzada per descriure diferents patrons d'estats de caràcters ancestrals i derivats

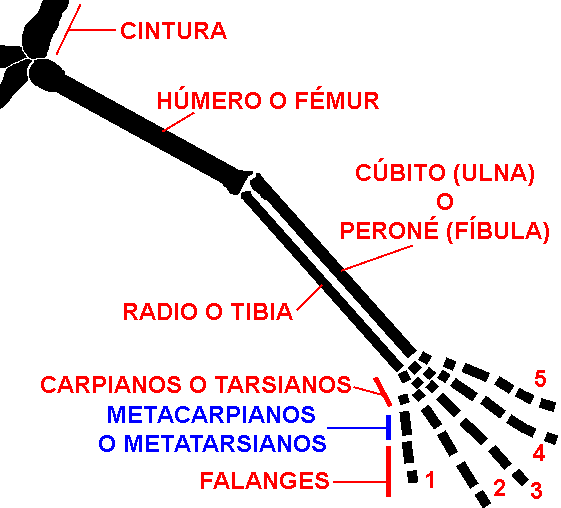
Estructura del quiridi, l'extremitat ancestral dels tetràpodes

En biologia sistemàtica i, en particular, en cladística, una plesiomorfia és l'estat ancestral o primitiu d'un caràcter. El concepte s'oposa al d'apomorfia, que és l'estat derivat d'un caràcter.
Per exemple, el quiridi (extremitat amb cinc dits) és la condició ancestral de les extremitats dels primitius tetràpodes i és per tant una plesiomorfia. A partir d'aquesta condició primitiva, van sorgir diversos estats apomòrfics, com les extremitats amb un sol dit dels cavall, les aletes dels cetacis o l'atròfia de les potes de les serps.
Les simplesiomorfies, o plesiomorfies compartides, no s'han d'utilitzar per a definir grups monofilètics (clades). El fet de compartir un o més caràcters plesiomòrfics no justifica la creació de tàxons. Així, durant dècades, els animals diblàstics (cnidaris i ctenòfors) es van agrupar en l'embrancament dels celenterats pel fet de posseir només dues fulles embrionàries, ectoderma i endoderma; però es considera que aquesta és la condició ancestral dels primitius eumetazous i, no existint cap caràcter apomòrfic que reuneixi cnidaris i ctenòfors, és inadequat formar un tàxon amb ambdós grups. L'aparició d'una tercera fulla embrionària (la mesoderma) és una apomorfia (novetat evolutiva) i, per tant, sí és justificat agrupar a tots els animals triblàstics (amb mesoderma, a més d'ectoderma i endoderma).